# Цезарский гриб дальневосточный
Це́зарский гриб дальневосто́чный, или мухомо́р кесареви́дный (лат. Amanita caesareoides) — съедобный гриб семейства Аманитовые (Amanitaceae).

## Описание
Шляпка диаметром 8—14 см, относительно тонкомясистая, с широким низким бугорком, край рубчатый на расстояние до 1/3 радиуса шляпки. Кожица огненно-красная, голая.
Мякоть белая, в шляпке толщиной 0,5—1 см.
Пластинки свободные, шириной до 1 см, охристо-жёлтые, края бывают более яркие. При высыхании бледнеют.
Ножка 12—19×1—2 см, охристо-жёлтого цвета, ватообразно-выполненная, с возрастом становится полой.
Остатки покрывал: кольцо одного цвета с ножкой; вольва мешковидная, свободная, с лопастным краем, высотой до 5 см, снаружи белая, внутри окрашена в жёлтый цвет; между вольвой и ножкой образуется ещё дополнительная ножковая вольва жёлтого цвета в виде стаканчика с ровным краем высотой до 3 см. Было показано, что дополнительная ножковая вольва возникает в результате разрыва покрывала, закрывающего у молодого гриба ножку: из верхней части этого покрывала образуется кольцо, а из нижней — внутренняя вольва.
Споры 8—10×7 мкм, от почти округлых до эллипсоидных, бесцветные, неамилоидные.

## Экология и распространение
Образует микоризу с лиственными деревьями, растёт под дубом, лещиной, берёзой сахалинской. Впервые описан в дубовых лесах Камчатки, но более характерен этот гриб для Приморского края, где может встречаться часто и обильно, особенно в южной части. Встречается в Амурской области, Хабаровском крае и на Сахалине, известен также в Японии, Корее, Китае.

## Сходные виды
Ядовитые:
- От мухомора красного (Amanita muscaria) этот вид можно отличить по тем же признакам, что и цезарский гриб.

Съедобные:
Существуют несколько очень близких видов, относящихся к секции Caesarea.
- Цезарский гриб (Amanita caesarea) распространён в Средиземноморье, морфологически отличается главным образом отсутствием внутренней ножковой вольвы.
- Amanita hemibapha описан в Индии и на Шри-Ланке, имеются сообщения об этом грибе из разных регионов юго-восточной Азии и Океании, но возможно, часть этих сообщений относятся к Amanita caesareoides.
- Наиболее близкий к A. caesareoides гриб Amanita jacksonii встречается на востоке Северной Америки и в Центральной Америке, отличается формой спор.